# 9951 Tyrannosaurus
9951 Tyrannosaurus este o planetă minoră (asteroid) din centura de asteroizi. A fost descoperită pe 15 noiembrie 1990 la Observatorul European Austral de Eric Walter Elst și a fost numită după Tyrannosaurus. 
Obiectul prezintă o orbită caracterizată de o semiaxă mare de 2,4266227 UAi, o excentricitate de 0,12, o înclinație de 7,39167 ° în raport cu ecliptica.